# 鶴瓶・新野のぬかるみの世界
「鶴瓶・新野のぬかるみの世界」（つるべ・しんののぬかるみのせかい）は、ラジオ大阪で1978年4月9日から1989年10月1日まで放送された深夜番組。

## 放送時間
- 毎週日曜日 23:00-0:00（1部）、0:30-3:00（2部） …放送開始（1978年4月9日） - 1981年
  - 0:00-0:30は「山本隆士のミュージックパイロット」を放送。
- 毎週日曜日深夜（月曜日未明）0:00-2:30頃（終了時刻は不定）…1981年 - 最終回（1989年10月1日）

## 概要
笑福亭鶴瓶と新野新がパーソナリティを務めた。ディレクターは岩本重義。二人から「ガンさん」または「ガンちゃん」と呼ばれた。岩本が鶴瓶のパーソナリティを活かした番組を、と企画したもので、岩本は最初「若い息子と母親がうだうだしゃべる番組」として、海原小浜を母親役として想定。この旨を鶴瓶に伝えたところ、鶴瓶は「新野先生をパートナーにしてくれるなら」と言う条件で承諾。新野も快諾してスタートに至った。番組タイトルは「ぬかるみは、はまり込んだら抜けられない」という意味があることが由来の一つとされている。
日曜深夜という時間帯ゆえ、当初はスポンサーが付かず、鶴瓶・新野のうだ話がコマーシャルなしで延々と放送された。スポンサーがないことを逆手にとり、二人はいわゆる世間話をエンターテインメントの域にまで高める。リスナーはぬかる民（ぬかるみん）と呼ばれた。ぬかる民の中には、後のニッポン放送アナウンサーの上柳昌彦も居り、上柳はニッポン放送入社後に本番組に電話出演したこともあった。元関西テレビアナウンサーの山本浩之もぬかる民の一人で、第1回放送を聴いていたという。番組表では2時30分終了とあったが、その日の気分で番組が延長することも時々あり、『全国縦断ぬかるみ電話』を行った時には3時、4時まで番組が延長することもあった。封書は週に500通ほど届き、これを読むのに3日かかるほどだった。放送ではがき、封書を読む時に流すBGMは鶴瓶の選曲によるもので、鶴瓶のレコードコレクションの中から選び、どうしても見つからない時はラジオ大阪のレコード室を利用した。
「びめこ」（美しいおめこの事）、「ぶめこ」（ブサイクなおめこの事）。関西では女性器を「おめこ」と呼ぶ事から、美人がいるように「おめこ」にも美しさがあるという議論が起こった。美人でも「ぶめこ」な人とか、ブサイクでも「びめこ」な人がいる。美人女優やブサイクなお笑い芸人を話題に、あの女優は、ぶめこっぽいとか・・・論議した。「おじん」（男女の性別を問わず、寡黙な性格を持つ人）、「おばん」（同じく男女の性別を問わず、陽気な下町的な性格を持つ人）、「レンコン」（不特定多数の男性と経験のある女性のこと）、「べにもいるのよ」（儲けていても、結構出て行くお金が多いこと。桂文珍が語源者と言われる）など様々な流行語を生みだし（この他は#主なぬかるみ語の節を参照）、放送で呼びかけて催された新世界ツアー（1980年5月10日）には5000人以上が集まり、後に新世界パニックと呼ばれる事件になった。しかし新野は「パニックよー」などと喜んでいた節がある。
番組内で新野が使っていた「ありぃの」「しいぃの」と言う口癖は、東京へ進出し始めていた吉本興業のお笑いタレントらがタモリの番組などで使い、全国ネットで放送され、日本中で認知されるに至った。
「日曜深夜の時間帯を開拓した」という功績が評価され、1981年にギャラクシー賞を受賞。
当番組終了後、1989年10月から1991年まで、新野一人による同様のうだ話番組『新野新のうだのウダ』が同じくラジオ大阪で放送された。
番組終了から12年後の2001年、インターネットにおいて「鶴瓶・新野のぬかるみドットコム」と題して会員制で放送が復活されたが、新野の体調不良など諸般の都合から2004年5月で一時休止した。 

### 千房
鶴瓶は、千日前にあるお好み焼き店の千房（ちぼう）のオーナー・中井政嗣と親しい。
過去のぬかるみの中でも、「お好み焼きを食べたい」と放送中に連呼した鶴瓶に応え、中井が実際にお好み焼きを焼き、当時梅田にあったラジオ大阪へ持参したことがあった。
ラジオ大阪で別番組のスポンサーをしていた千房は、その後ぬかるみにも協賛するようになった。当時危惧された打ち切りを防ぐなど、大きな功績を残した。最初は、なるべくCMによってトークが途切れないように気遣って、トークの中に千房の話題を取り入れてもらうことでCM代わりとするよう依頼していた。しかし最初の頃は、1か月、2カ月経っても千房の話題は聴こえて来なかったという。当時千日前だけで営業していた千房も、その後店舗網を拡大した。
放送当時から裏メニューとして存在している「ぬかるみ焼き」は、本来のメニュー「ミックス焼き」の廉価版。鶴瓶が「ぬかるみ焼き食べたか?」と話題を振ったところ、リスナーから「ぬかるみ焼き頼んでみたけど、あらへん」というような投書が来たことがきっかけで売り出されるようになった。千房の協賛離脱、そしてぬかるみ終了後も、全ての店舗で提供されている。

番組とは直接関係はないが、OBCのジングルだった（番組が終わると、流れていた）曲は多くのリスナーの記憶に刻み込まれている。

## 主な企画
（出典：）
- 全国縦断ぬかるみ電話
  - 第1回：1980年5月
  - 第2回：1982年12月
  - 第7回：1983年12月5日、応募総数1007通
  - 第8回：1984年5月20日、応募総数690通
  - 第9回：1984年12月2日、応募総数848通
  - 第10回：1985年6月2日、応募総数965通
  - 最終回：1989年6月
- あの人は今
それまでに送られて来たはがきを一枚ずつ採り上げ、そのはがきの差出人の近況を電話で聞いていた。
- ルーツを探る
当番組を知っている人に次々電話して行ったというコーナー。
- 最後の電話
当番組のエンディング近くの時間に、リスナーに電話してその日の番組の感想、リスナーの近況などを聞いていた。当番組最後の企画。

## 主な出来事・事件など
（出典：）
1978年
- 甲斐よしひろと新野新が放送中に喧嘩 （4月9日第1回放送時。この番組と番組本『つるべ・新野のぬかるみの世界』（31ページ）などにおいては『歌謡曲アダ花論争事件』と呼ばれている）
鶴瓶が懇意にしていた関係から甲斐を第1回放送のゲストに呼んだが、新野と甲斐が口論となり、怒声やモノが倒れる音などが生放送の電波を通して流れた。新野は、美空ひばりの話題が出た時に、甲斐は「そんなもん」というような言い方をしたように聞こえ、甲斐がひばりのことを侮辱したように捉えたということで反論、喧嘩になったということを話している[22]。
- 第1回ティーチ・イン（11月） - 阪急ファイブ内のOMC（OBCミュージックセンター）スタジオで開催。

1979年
- 放送打ち切りの危機を乗り越える（2月）
- ボツハガキ供養 （6月） - OMCスタジオで、神主を呼んで行う
- 信貴山へ第一回ぬかるみツアー。約50人ほど参加 （8月29日～8月30日）
- 千房で「ぬかるみ焼き」始まる（8月）
- 吉野家はさびしいおんなみせ（11月）
「吉野家で一人で牛丼を食べている女の人って、哀しく見えると思いませんか」と言う投書が紹介されたことから論議が始まる[23]。
- 大阪厚生年金会館大ホールで「おしゃべりコンサート」（12月）
- ある女性が新野とともにエレベーターに乗っていたときしゃがみ込んで放尿したというが最後まで名前は出されなかった。

1980年
- 美空ひばり登場。タクシーに乗る時に『リンゴ追分』を歌ってタダで乗らせてもらったエピソードの真相など語る （2月10日）
- 有名人だれが作ったおにぎりを食べられるか・食べられないか（4月）
鶴瓶と新野がある所でおにぎりを食べたところ、えづいたことから、このような話題が番組中で盛り上がって行った。
この時に二人が挙げた有名人[24]
食べてもいい人 - 大竹しのぶ、笑福亭松鶴、郷ひろみ、月の家圓鏡、立川談志、都はるみ
食べたくない人 - 八代亜紀、さだまさし、野口五郎、西城秀樹、キダ・タロー、三遊亭圓楽、村田英雄、三波春夫、青江三奈
高峰三枝子については、鶴瓶が「食べたくない」新野が「食べてもいい」で意見が分かれた。
- 「おじん」「おばん」談義が盛り上がる（4月。おじん、おばんの意味は#主なぬかるみ語の節を参照）
この時に鶴瓶と新野が典型的な例として挙げた有名人[25]
おじん - 高倉健、北大路欣也、高峰秀子、王貞治、笑福亭仁鶴、三浦友和、鈴木善幸、五木寛之、山口百恵、若尾文子、山田洋次
おばん - 高田浩吉、三船敏郎、岩下志麻、長嶋茂雄、笑福亭松鶴、武田鉄矢、田中角栄、野坂昭如、中尾ミエ、池内淳子、竹村健一、大島渚
- 通天閣・新世界ツアー（5月10日）
「新世界に一度来てください」という女子高生からのはがきに誘われ、行われた企画。しかし5000人という予想外の人数が集まり、とてもツアーどころではなくなったため、鶴瓶と新野は機動隊と共に大阪市立美術館前広場へ移動し、急遽集まったリスナーを前にしてのトークショーに変更された。
- ビビアン・リー事件（5月）
ビビアン・リーが『ザ・ルーシー・ショー』に出ていたのか否かで揉める。最後はリスナーからの「出演していなかった」という電話で決着を見たが、その電話をわざわざスタジオまで伝えに来て放送に入ったラジオ大阪の“ガードマンのおっちゃん”が番組のスターになる[26]。
- 花一輪運動（7月頃にピークに）
番組スポンサーの千房の本店の場所がややわかりにくいとして、近くの交番に場所を訊きに行く人が増えているという話を聞き、「交番に花一輪でも持って行って、お巡りさんとのふれ合いのきっかけでもつかんでみたら」と放送したのがきっかけで始まる[23]。
- ネコスケ事件（7月）
当時、番組に寄せられたお便りの中から抽選で毎週3名に価格2900円相当の「ぬかるみぬり絵」が贈られていた[27]が、そのプレゼント当選者の中に本名で「ネコスケ」という名前があったことで、二人が笑い転げ、しばらく二人の笑い声しか放送で聴こえてこなかった。
- 第2回ティーチ・イン（8月）- 「防衛問題」で盛り上がった。
- 小豆島ツアー （ツアー中、鶴瓶が急性虫垂炎で倒れた。8月29日）
- 多田かおる号泣事件（9月）
- 佐賀不憫発言 （11月30日）
日本全国でどこが不憫かという話題で、二人が出した答えが佐賀県だったことで、大きな波紋を呼んだ。
- ぬかるみ映画大会（11月）- 大阪サンケイホールにて『二十四の瞳』を観賞。
- 第3回ティーチ・イン（11月）- 前述の「佐賀不憫発言」などが話題になる。

1981年
- 当番組初の番組本発売、サイン会パニックが起こる（2月）
1回目は2月15日、梅田の旭屋書店で開催。2000人が集まり「かつてソフィア・ローレンのサイン会での売上冊数を上回るこの店の最高記録」だったとのこと[28]。
2回目は3月17日、天神橋筋商店街内の西日本書店で開催。列が200～300mにも延び、国道1号線沿いにも列が出来たほどで、一時は商店街の中が通行不能になるほどまでになり、400人ほどでサイン会を打ち切った。二人は書店の二階に避難して窓からハンドマイクで呼びかけ、2時間ほどでパニックは収束したと言う。後日3月22日に産経新聞紙上にて、鶴瓶、新野、当書店の三者連名でお詫び広告が掲載された。なお、このサイン会をよみうりテレビが取材に来ており、『11PM』での放送もされた[28]。
- ぬかるみカレンダー1万部完売（3月）
- 第18回ギャラクシー賞受賞（5月）
- 週刊現代、週刊明星、週刊平凡各誌で当番組の特集記事掲載（6月）
- ぬかるみ写真展（8月）
うえほんまちハイハイタウンにて開催。鶴瓶、新野の二人の表情など、カメラマンの平塚正男が撮影した作品を約100点、3階の多目的広場に展示。入場無料であったが、8月25日だけで7326人来場。サイン会は急遽4階に移動して開催。延べ2万人動員、再びパニックとなった[29]。
- ヤマハリゾート合歓の郷ツアー （8月）
- 東京タワーでティーチイン （11月）
100人余りの“関東ぬかる民”集まる。

1982年
- トイレの水は手で掬うか、足で掬うか揉め、話題に（1月）
- 火野正平ゲスト入り（1月）
- 新野の「ブスの十か条」（3月）
「私はブスですか」と写真入りの手紙が殺到、これに際して新野がブスである条件を10個挙げ、その内容に鶴瓶が笑い転げた。
- 2冊目の番組本発売（4月）
- ラジオ大阪のラジオカー「ぬかるみ号」近畿地方一円を走る（12月）
- 新野、LAWSONを「レイソン」と読み間違う（12月）
- 全国縦断電話訪問で、「メリークリスマス・フロム・埼玉」と書かれたはがき約30枚届く（12月）

1983年
- 新野が風邪で早退し、鶴瓶の一人喋りに（1月）
- 「おたくらなんですのん!」という名言を残したラジオ大阪の川添郁子ディレクター死去（1月23日）- 新野が葬儀委員長を務めた。
- 「みっかんパニック」始まる（2月）
- トイレ無断拝借ウンコそのまま事件（3月）
17歳の女子高生リスナーからの投書によって話題になる。
- 山口遊子さんミス・ユニバース日本代表はぬかる民だった！ （3月20日）
- 第9回ティーチ・イン（4月3日）
- 三田村邦彦、金田賢一ゲスト入り（5月15日）
鶴瓶とは、当時NHKで放送されていたテレビ時代劇『壬生の恋歌』の共演者という関係。
- 近畿地方以外からの“ぬかる民”からの電話を呼びかけたところ、北海道から電話をくれたぬかる民が一躍スターになる（7月10日）
- 第5回ぬかるみツアー（鳥羽）。約200名参加（8月19日～8月20日）
- 桂文珍が番組に突然現れる（11月23日）
アメリカのミュージカルなどの話題で盛り上がった。

1984年
- 鶴瓶、酔っ払ったままスタジオ入り（1月）
- 第10回ティーチ・イン（3月18日）
- ロサンゼルスオリンピックの女子マラソン中継のため、当番組初の休止（8月5日）
- 第11回ティーチ・イン（8月12日）
- 第6回ぬかるみツアー（広島県沖美町・がんねムーンビーチ）。約100名参加（8月24日～8月25日）
- 全国縦断電話訪問により、和歌山県の同級生同士が東京で劇的再会（12月）

1985年
- 当番組の放送作家・吉田清の「ふとん重い事件」（2月）
- 第12回ティーチ・イン、ぬかるみ試験実施（約200名受験）。「ほな言おか!大会」となる（3月31日）
- 一枚のタオルを家族みんなで使うか、などと言った「タオル談義」が番組中に盛り上がる（6月16日）
- 関東ぬかる民大集会（7月26日）- 97名参加。
- 第7回ぬかるみツアー（和歌山県白浜町）。約200名参加（8月8日～8月9日）
- 熊本のぼした祭りが「祭りの名前が変だ」などと話題に。新野が祭りのラッパの真似をする（9月）
- 「新野新、本名です。山本山、本物です。」という新野作のコピーが大ウケ（11月）
- ぬかるみの世界 '85オールナイトスペシャル（12月29日）
大阪サンケイホールから生放送。桂春蝶、桂朝丸（現・桂ざこば）がゲスト。第1部は「ぬかるみ的井戸端ばなし」など題されたトークショー、第2部はコンサートで行われ、第2部では新野作詞による『雨の西麻布』の替え歌『雨の西梅田』、『ぬかるみの唄』のそれぞれの歌が発表された。この後、リスナーから会場にて投書された「ウダ紙」の紹介、鶴瓶のピアノの弾き語り（実は音に合わせて指を動かしていただけ）、新野の三味線演奏（本当に演奏を行う）が披露された。一方で、新野の5万円で作ったという“ペンペラペン”のタキシードも話題になる[30]。

1986年
- 西川きよしゲスト入り。デビューした当時の苦労話などを語る（3月23日）
- 学校の校歌を新野が作詞、キダ・タローが作曲したことで学校校歌、小学校唱歌が話題に上る。その中で『漁船（りょうせん）』という唱歌の中に出て来る『れふ船（りょうせん）』という言葉を巡ってリスナーを巻き込みながらの論議が始まる（4月27日）
- 「ぬかクラティッシュ」製作（7月1日）
テレクラのぬかるみ版「ぬかクラ」としてティッシュを製作、ラジオ大阪前の他大国神社、堺東、神戸などで配布を行い、もらったリスナーから番組で電話を受け付けた。
- 第8回ぬかるみツアー（和歌山県那智勝浦町）（8月26日～8月27日）
『ざぶた号』と名付けられたお座敷列車を利用、約200名参加。
200名の参加者をぬかるみ語を使って名付けられた10のグループ（おじん教、おばん教、ビメコ教、ブメコ教、にちゃ手教、どびつこ教、おさせ教、雪女教、れんこん教、鬼畜教）に分け、それぞれの教の旗と教訓を作らせながら、親睦、ゲーム、レクリエーションに興じるという旅。宿泊先はホテル中の島[31]。
- ぬかるみウルトラマラソン（8月）
当番組が縁で結婚した「ぬかるみ結婚」第1号の夫妻が名古屋～大阪間を走った。
- 鶴瓶の師匠、笑福亭松鶴が亡くなったため、鶴瓶は番組を休み、新野一人だけで放送（9月）

1987年
- 「ぬかるみ新聞」創刊（1月）
- 当時から話題に上っていた「売上税問題」のため、参議院議員となった西川きよしが再びゲスト入りするも、うだ話のまま終わる（3月）
- 『あの方』騒動（5月）
ラジオ大阪局内の2階の階段踊り場の「今月の推薦曲」コーナーに掲示されてあったある演歌歌手のレコードジャケットの写真が話題になり、『あの方』騒動が始まる。
- 大阪府八尾市の大聖勝軍寺から生放送（6月5日）
当日は「ぬかるみと森の妖精」と銘打ち、二人がどこに居るのかを告知せず放送、リスナーに二人の居場所を放送を聴きながら推測してたどり着いてもらうという企画だった。なお先着20名には、当時話題になっていた「あの方」（上記）のレコードがもらえるという特典付きだった。そしてリスナーが徐々にやって来て、放送拠点となっていた寺の32畳の大部屋に約170人が集まり、二人は居場所が無くなり立って放送せざるを得なくなった。入場を打ち切った後も集まるリスナーは絶えず、警察も出動する騒ぎになった[32]。
- 南紀ぬかるみツアー（8月25日～8月26日）[33]
当初は韓国へ、番組初の外国ツアーが企画されたが情勢不安（6月民主抗争、六・二九民主化宣言など）のために中止になった[33]。
- 天王寺博覧会会場内でぬかるみ同窓会行われる[33]（10月31日）- 鶴瓶は学園祭出演のため不参加。
- 渋谷ジァン・ジァンで行われたライブ『笑福亭鶴瓶の笑わすつもりはない』でゲストに呼ばれた新野、東京進出。この際に地震に遭う（12月16日）

1988年
- “八方のおかん”が当番組中でスターに（4月）
- 10周年記念ツアー行われる。新野が「行かない」とごねる（8月19日～8月20日）
- “高校球児の寺前君”（当時、天理高校2年生。卒業後は九州産業大学へ）が当番組中でスターに（10月）
- 鶴瓶担当の『MBSヤングタウン』（MBSラジオ）がこの年12月24日で終了、この最終回の放送内で鶴瓶が当番組のことについても触れ「ぬかるみは（1989年）3月で辞めます」と発言[34]。しかし1989年4月改編での当番組の終了は無かった。

1989年
- 昭和天皇崩御により、モーダホールで行われる予定だったイベント中止（1月）
- 魔の館（新野の自宅）の改築が話題となる（5月）
- 鳥羽へ最後のぬかるみツアー（8月）
- 最終回放送（10月1日）
'85オールナイトスペシャルで発表された歌『雨の西梅田』で放送開始。既に局舎前には多くのリスナーが集まっており、決められた時間ごとに入れ替わりで放送を見学してもらうことになった。
リスナー作の『ぬかるみドラマ』最終回放送。娘・鶴子（鶴瓶）が家を出ていくことになり、それを父・岩夫（岩本ディレクター）、母・新子（新野）が見送るという話。
最後の曲は美空ひばりの『川の流れのように』。深夜2時36分終了。

## 主なぬかるみ語
（出典：）
ぬかるみ語とは、鶴瓶、新野によるユニークな感性が生み出した“プライベートスラング”とされ、ぬかる民（リスナー）の間での共通語になったとされている。
- あやち - 本来、大阪弁では「手立て」「けじめ」などの意味だが、ぬかるみ語においては「漠然として、様々な要素を持つ」という状態のこと。
- イー（キー）- イライラしている状態・様子のこと。
- イッチャン不憫 - 仲間内の集まりの中で、その場に相応しくないような存在の人のこと[36]。
- いやごと - 嫌なこと。当番組には「いやごとカルタ」などの作品を送ってきた「いやごと亭福笑」というリスナーが居た。
- 言わでもがな - 「言わずもがな」のぬかるみ的なの言い換え。
- うだ - 取り留めのないような話のこと。
- おさせ - さほど好きでもないような相手に、何となく同情のような形で体を許すような女性。心優しく、一人ぼっちを嫌い、さみしがり屋が多い、とされる。
- おじん - 男女の性別を問わず、寡黙な性格を持つ人。
- おばん - 同じく男女の性別を問わず、陽気な下町的な性格を持つ人。
- 皮引きゃ身引く - ある人を好きになると、その人の家族など周りの人まで好きになってしまうという意味。
- カンキツ類 - 勘のきつい、鋭い人。
- 鬼畜い - 鬼畜にソフトでユーモラスな感じを込めて使っていた言葉。
- キャンキャラ - 狂ったようにやかましい様子。
- 口腹別子 - 口で言ってることと本音とが違う人のこと。
- ざぶた - 座布団の上で動こうとしない猫のように、日常において、ルーズで腰の重いような、面倒くさがり屋な人のこと。
- ザンザザーン - 何かが押し寄せるような様子を表現した言葉。
- 下（しも）つながり - 男女間に性的関係が有るような状態のこと。同性間においての表現にも使われたこともある。
- 下の病気 - 下半身の、陰部の病気のこと。
- 三味線 - 言ったことを実行しないで終わること、ホラ吹き、という意味の柔らかなニュアンスの言葉。
- せでもがな - 「しないでおくべき」という意味。
- チャンチャチャン - 賑やかに騒ぐこと。
- チョチョまう - 慌ててうろたえるような様子。新野がラジオデビューとなった『オーサカ・オールナイト 夜明けまでご一緒に』（ラジオ大阪）の時から既によく使っていた言葉でもある[37]。
- 通りゃんせ - 男女間の性行為のこと。
- どびつこ - えげつない、しつこい人々のことを指す[31]。
- ニシキヘビの手 - 日焼けした上、ヘビのような模様が付いた腕のこと。
- にちゃ手 - 興奮して汗がにじんだ手のこと。
- ババける - 老けること、老朽化すること。
- びめこ、ぶめこ - 美しい女性器、不細工な女性器のこと。女性器の大阪弁「おめこ」から。
- べにもいるのよ - 儲けていても、結構出て行くお金が多いこと。桂文珍が語源者と言われている。
- ほげた - 減らず口のこと。
- みずもん - 水商売に従事する人のこと。
- メー - 月経のこと。「メンス」のメーから。
- メコ的 - 性的な話のこと。
- やめてか - 本来の大阪弁「やめてんか」から「ん」を抜いて語意を和らげさせた言葉。同様の言葉に「してか」など。
- 雪女 - 処女のこと。童貞の男の場合は「雪男」。
- ユニークい - ユニークな様子。
- ランララン - 楽しげな様子。
- レンコン - 不特定多数の男性と経験のある女性のこと。穴の数は経験回数を意味する。
- わがが - 自分本位な人、わがままな人のこと。

## 書籍
- 笑福亭鶴瓶、新野新（編）、1981年2月20日『つるべ・新野のぬかるみの世界』サンケイ出版。
- 笑福亭鶴瓶、新野新（編）、1982年4月20日『つるべ・新野のぬかるみの世界 part 2』サンケイ出版。
- 笑福亭鶴瓶、新野新『おもろうて、やがて哀しきポペコかな : 鶴瓶・新野の「ぬかるみの世界」』〈ワニの本. ベストセラーシリーズ〉、ベストセラーズ、1986年12月5日。
- 大阪新聞社（編）、1989年9月『ぬかるみの世界 : ありがとう、新野先生、鶴瓶さん』扶桑社。

## オープニング・エンディング曲
- 「カタヴェント」(Catavento) - デイヴ・グルーシン(Dave Grusin)
アルバム『ONE OF A KIND』（GRP Records UCCU-5147）に収録。1977年録音、4分06秒。
オープニングに長く喋ることもあったので、放送では繋いでループにして使っていた。当番組に於いては「チキチン」という通称でも知られていた[38]。
エンディング後はOBCソングとコールサイン等のアナウンスが流された後、朝に再び放送が開始されるまで停波されていた。